# 미스 (프로게이머)
미스(본명: 이재하, 1993년 10월 2일 ~ )는 대한민국의 전직 리그 오브 레전드 프로게이머이다. 선수 시절 포지션은 탑 라이너 및 미드라이너였다. 선수 아이디는 Miss였으며 그 전에는 Sylph라는 아이디를 사용했다. 현재는 트위치 스트리머로 활동하고 있다.

## 선수 시절
VTG 몬스터즈에서 프로 커리어를 시작했다.
2013년 6월, IM의 2팀으로 합류했다. IM 소속으로 2013 서머에 출전했다.
2016년 1월, 락스 타이거즈에 입단했다. 2016년 3월, 미인가 프로그램을 사용한 사실이 발각되어 10개월 출장이 정지되었다. 이후 팀에서 퇴단했다.
2016년 3월, 중국 팀인 게임 탈렌트에 입단했다.

## 소속팀
| # | 팀명          | 소속 기간        | 소속 리그 | 비고 |
| - | ------------- | ---------------- | --------- | ---- |
| 1 | VTG 몬스터즈  |                  | 아마추어  |      |
| 2 | IM            | 2013.06~2013.07  | LCK       |      |
| 3 | 락스 타이거즈 | 2016.1.6~2016.03 | LCK       |      |
| 4 | 게임 탈렌트   | 2016.03~2016.12  | LSPL      |      |